# 130
Вижте пояснителната страница за други значения на 130.

## Родени
- 15 декември – Луций Вер, римски император